# Danilo Baltasar Anderson
Danilo Baltasar Anderson   (Caracas, 29 d'octubre de 1966 - Parròquia San Pedro, 18 de novembre de 2004) va ser un jurista i ambientalista veneçolà. Nascut al barri de La Vega (Caracas), es va graduar en Dret a la Universitat Central de Veneçuela, especialitzant-se en ciències penals i criminològiques, i en dret mediambiental. Durant la seva etapa universitària va ser un destacat dirigent estudiantil.
La seva afició al muntanyisme el va portar a especialitzar-se en delictes contra el medi ambient. Va treballar primer com a advocat i posteriorment com a inspector d'hisenda fins que l'any 2000 va ingressar com a Fiscal al servei del ministeri públic. Des d'aquest càrrec va destacar la seva tasca investigadora en diversos assumptes relatius a delictes ambientals, fet poc habitual a Veneçuela fins a aquell moment, i també va dur a terme diversos estudis en l'àmbit de la criminologia.
Arran del fallit cop d'estat contra el govern democràtic d'Hugo Chávez l'11 d'abril de 2002, des de la fiscalia, Anderson va iniciar una investigació sobre les persones que podien estar involucrades en aquesta acció, així com en els responsables de l'intent d'assalt de l'Ambaixada Cubana per part de grups colpistes durant els citats fets.
Va morir assassinat el 18 de novembre de 2004, a causa d'un atemptat terrorista per l'explosió d'una bomba col·locada en el seu vehicle.
El govern veneçolà ha assenyalat les similituds metodològiques de l'atemptat contra Danilo Anderson amb el qual el 1976 va causar la mort a Washington DC d'Orlando Letelier (membre del govern de Salvador Allende exiliat als Estats Units arran del cop d'estat d'Augusto Pinochet), atemptat perpetrat per sectors de l'extrema dreta cubana en el qual, segons alguns documents desclassificats, també va intervenir la CIA.
Alguns sectors, actualment (2006) a l'oposició a Veneçuela, si bé han condemnat l'atemptat, han acusat Danilo Anderson d'estar implicat en una trama de corrupció.